# Židovské kolonizační sdružení
Židovské kolonizační sdružení (hebrejsky: חברת התיישבות יהודים, "Chevrat Hitjašvut Jehudim",anglicky: Jewish Colonization Association, též zkracováno na ICA nebo JCA) je organizace, která zejména koncem 19. století a v 1. polovině 20. století podporovala židovské osidlování v mimoevropských zemích prostřednictvím zakládání židovských zemědělských osad.

## Vznik sdružení
Židovské kolonizační sdružení (ICA) založil roku 1891 německožidovský baron Maurice de Hirsch. Mělo jít o komerční akciovou společnost, která měla základní jmění 8 000 000 liber. Jejími hlavními podílníky byl kromě barona Hirsche také baron Edmond James de Rothschild a další bohatí Židé. Hirsch byl zároveň do své smrti roku 1896 prezidentem společnosti. Původní plán předpokládal masivní emigraci Židů z přelidněných a chudých regionů střední a východní Evropy, kde navíc čelili pogromům a antisemitismu, do mimoevropských zemí - zejména do Argentiny.

## Osidlovací aktivita v jednotlivých zemích

### Argentina
Původní plány ohledně usídlení Židů v Argentině byly ambiciózní. Baron Hirsch očekával, že se sem výhledově přestěhují až 3 miliony evropských Židů zejména z Ruska.
V roce 1899 ICA pomohlo s výkupem cca 1000 kilometrů čtverečních v okolí města Santa Fe a vytvořilo zde síť židovských osad. Další židovské vesnice vznikaly i v jiných regionech Argentiny. Roku 1930 v této zemi žilo víc než 20 000 židovských rolníků, kteří obdělávali cca 5000 kilometrů čtverečních půdy. Během 30. let 20. století dorazilo dalších několik set židovských rodin z Německa. Později se ale vesnice spravované Židovským kolonizačním sdružením začaly vylidňovat a jejich obyvatelé se stěhovali do měst. K roku 1966 v nich zůstávalo jen 8000 Židů a většina populace těchto osad již byla nežidovská.

### Brazílie
Roku 1904 získalo ICA půdu v oblasti nejjižnějšího brazilského státu Rio Grande do Sul a vznikla zde malá zemědělská kolonie pro Židy původem z Besarábie. Ekonomicky ale neprosperovala a v roce 1928 byla prakticky zrušena. Další zemědělská osada vznikla roku 1909 v Quatro Irmãos ale ještě před první světovou válkou byla v rozkladu. Definitivně byla zrušena roku 1965. Ve 30. letech 20. století i do Brazílie dorazily do osad pod správou ICA židovské rodiny z Německa a ve státě Rio de Janeiro byly usazeny na 20 kilometrech čtverečních pozemků. Během 50. a 60. let 20. století židovské osady v Brazílii zanikly pro nedostatek osadníků.

### USA
Ještě koncem 19. století založil zvláštní fond zřízený baronem Hirschem ve Woodbine ve státu New Jersey v USA zemědělskou školu. Následovalo založení dalších podobných institucí, které měly pomáhat při usazování Židů na půdě. Zřízena byla za tímto účelem i organizace Židovská zemědělská společnost (Jewish Agricultural Society). Došlo k nákupu pozemků ve státech New York, New Jersey, Pensylvánie a Connecticut. V době první světové války už bylo na těchto parcelách zřízeno 78 židovských hospodářství. ICA ovšem v USA primárně nezakládalo osady, ale spíše poskytovalo finanční pomoc formou zvýhodněných úvěrů pro židovské přistěhovalce. Do roku 1930 takto přidělilo víc než 10 000 půjček. Později aktivity této organizace v USA ustaly.

### Kanada

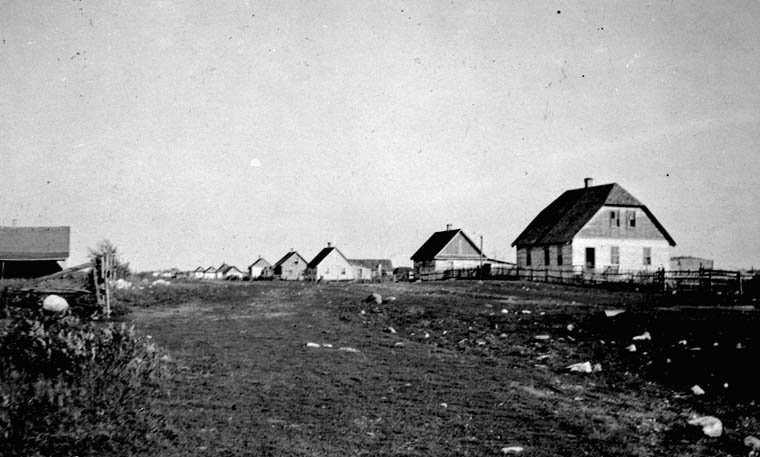
Židovské zemědělské usedlosti v Bender Hamlet v kanadské Manitobě roku 1921

V roce 1892 vznikla v provincii Saskatchewan zemědělská kolonie nazvaná Hirsch. Další osady vznikaly v následujících letech v této provincii a v sousední Manitobě. V roce 1910 jich v Kanadě fungovalo pět a žilo v nich 777 Židů. Šlo ale o menší shluky zemědělských usedlostí, protože kanadská vláda odmítala prodávat větší komplexy pozemků. Do roku 1930 Židovské kolonizační sdružení zřídilo 40 nových židovských hospodářství. Po druhé světové válce byli usazeni někteří Židé z Evropy na Niagarském poloostrově. Ještě v roce 1960 spadalo pod Židovské kolonizační sdružení v Kanadě cca 120 židovských zemědělských rodin.

### Kypr a Turecko
V roce 1897 ICA zajistilo přesídlení 33 židovských uprchlíků z Ruska, kteří přišli do Velké Británie, na Kypru. Zřídilo tam pro ně tři malé zemědělské osady. Projekt ale selhal a osadníci se vrátili do Británie. V roce 1891 mezitím Židovské kolonizační sdružení koupilo pozemky poblíž Smyrny a zbudovala tam zemědělské výcvikové středisko Or Jehuda, které mělo k roku 1902 výměru 30 kilometrů čtverečních. Or Jehuda bylo zrušeno v roce 1926. Podobně ve 20. letech 20. století zanikly i další tři židovské osady včetně Mesillah Chadaša.

## Osidlovací aktivita v Palestině

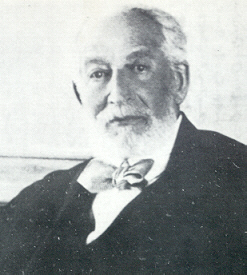
baron Edmond James de Rothschild

Židovské kolonizační sdružení nemělo zpočátku Palestinu jako svou prioritu. Od roku 1896 ale poskytovalo finanční podporu tamním židovským osadám Gedera, Chadera, Nes Cijona a Mišmar ha-Jarden. K zásadní změně došlo v roce 1899, kdy baron Edmond James de Rothschild přesunul pod správu ICA všechny zemědělské osady, které tu doposud ryze soukromě vlastnil a provozoval.
Židovské kolonizační sdružení se tak stalo významným aktérem v počáteční fázi sionistického osidlování Palestiny. Přesto vztahy mezi sionisty a Židovským kolonizačním sdružením nebyly v této době ideální. Navíc přechodu pod nového správce se bránili i sami obyvatelé vesnic dosud řízených baronem Rotschildem. Jejich delegace kvůli tomu dokonce odjela vyjednávat do Evropy a například ve vesnici Metula v červnu 1901 došlo i k fyzické konfrontaci, při které vesničané zajali představitele ICA a rozbili jeho povoz. Nebylo mu dovoleno odjet, dokud nesouhlasil se změnou ekonomických podmínek podle přání obyvatel.
Po roce 1900 přistoupilo ICA k zakládání nových židovských osad jako Javne'el, Kfar Tavor nebo Sedžera. 11. dubna 1900 byl vedoucím statku Sedžera jmenován Chajim Kalwarijski-Margalijot, který pak odtud zahájil další osidlovací aktivity v Dolní Galileji a stal se významnou osobnosti osidlovací politiky. Šlo o nový typ židovských osad - založených na pěstování obilí. Když se v roce 1903 konal v Zichron Ja'akov první sjezd židovských osadníků z celé Palestiny ha-Knesija ha-erecjisra'elit (הכנסייה הארצישראלית) za předsednictví Menachema Usiškina, bylo jako místo konání sjezdu použita správní budova ICA v této vesnici.

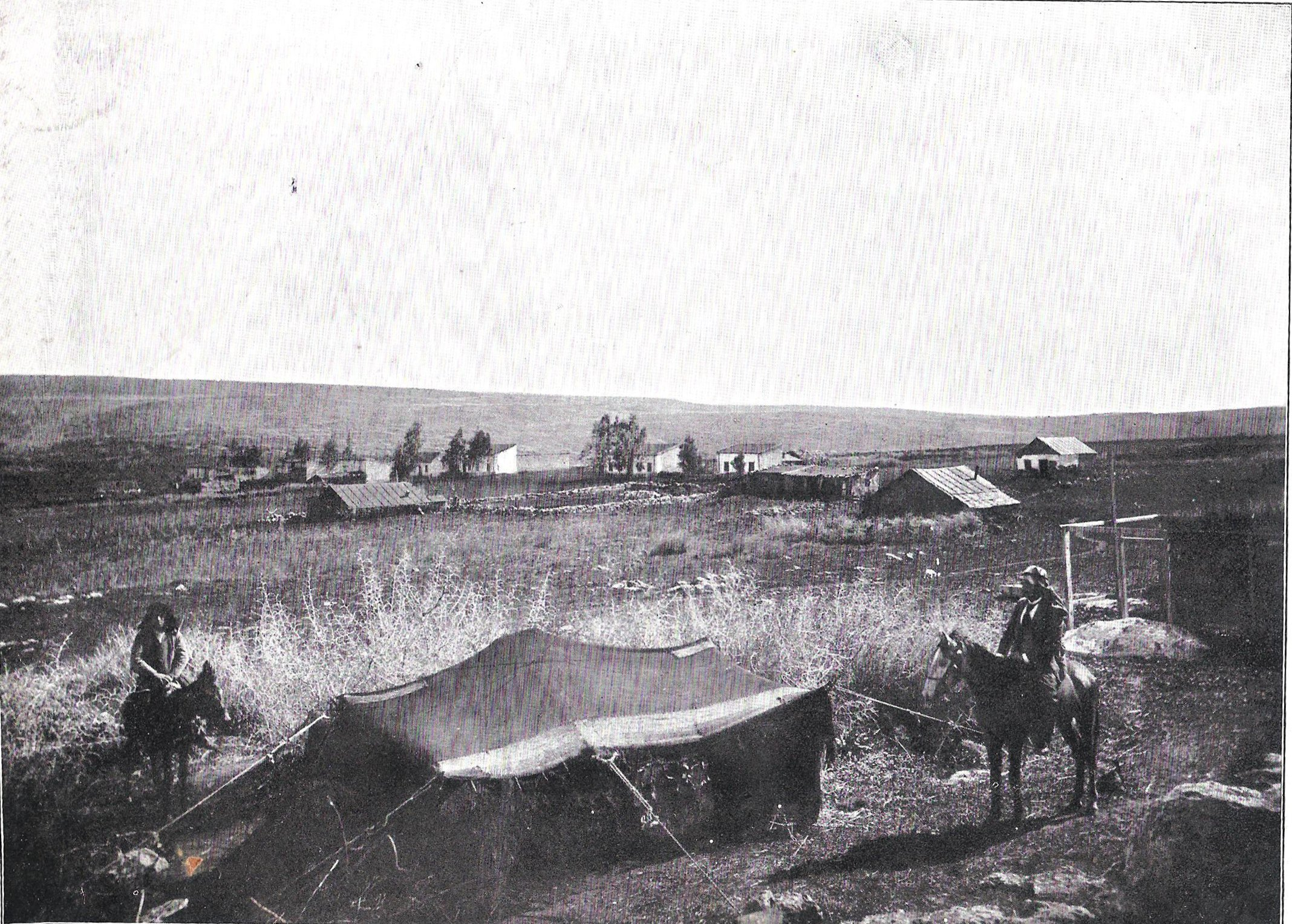
Zemědělská osada Mišmar ha-Jarden v Palestině

Specifický vývoj židovské komunity v Palestině po vydání Balfourovy deklarace vedl k nutnosti organizační proměny aktivit ICA v této zemi, kde Židé neměli už jen být usazováni ale měli i ambici zde postupně vytvořit většinovou složku populace. Edmond James de Rothschild proto roku 1923 inicioval vytvoření Palestinského židovského kolonizačního sdružení (PICA), které se oddělilo do samostatné organizace, která rozvíjela osidlovací aktivity výlučně v tehdejší Britské mandátní Palestině. K založení PICA došlo v březnu 1924 a jeho předsedou se stal James Armand de Rothschild - syn Edmonda Jamese Rotschilda.
I přes vznik PICA se původní Židovské kolonizační sdružení od roku 1933 znovu začalo paralelně angažovat v Palestině, kde založilo sdružení zvané Emica, které se tu podílelo na zřízení dvou zemědělských osad (Be'er Tuvja a Kfar Warburg). Zároveň financovala projektové práce na melioraci močálů v Chulském údolí, která pak byla realizována v 50. letech 20. století. Roku 1955 se Emica přejmenovala na Židovské kolonizační sdružení v Izraeli (Jewish Colonization Association in Israel), které v následujících dekádách spolupracovalo s Židovskou agenturou na zakládání nových vesnic. Od vzniku státu Izrael se ICA podílela na zřízení nebo revitalizaci 72 zemědělských osad. Poskytovala zároveň mnohým vesnicím zvýhodněné úvěry.

## Současnost
Židovské kolonizační sdružení stále vyvíjí aktivity. Sídlem organizace je Londýn. V jejím čele stojí prezident (v současnosti Stephen Waley Cohen) a dvanáctičlenná rada se zástupci z Evropy, USA a Izraele. V Izraeli má ICA své sídlo ve městě Ra'anana a financuje tu některé projekty na rozvoj turistiky a zemědělství, zejména v regionu Galileje a Negevu.